# Musica per signora
Musica per signora (Music for Madame) è un film del 1937 diretto da John G. Blystone.

## Trama
Durante una rappresentazione privata dei Pagliacci un tenore presta di nascosto la voce a un artista mascherato. Il tenore è all'oscuro che la compagnia trama un furto. L'unico indizio per la polizia di scovare i colpevoli è la potente voce del tenore, che per scoprirla tra innumerevoli recitanti si avvale di un famoso direttore d'orchestra presente alla recita.

## Produzione
Il film, prodotto dalla RKO Radio Pictures e dalla Jesse L. Lasky Feature Play Company, venne girato tra il 10 giugno e il 29 luglio 1937.
Il personaggio del direttore d'orchestra interpretato da Alan Mowbray è una parodia di Leopold Stokowski.

## Colonna sonora
- My Sweet Bambina (1937), musica di Rudolf Friml, testo di Gus Kahn, eseguita da Nino Martini
- Coro nuziale (1850), musica di Richard Wagner, tratto dall'opera Lohengrin
- Vesti la giubba (1892), musica e libretto di Ruggero Leoncavallo, tratto dall'opera Pagliacci, eseguita da Nino Martini
- King of the Road (1937), musica di Nathaniel Shilkret, testo di Eddie Cherkose, eseguita da Romo Vincent, Joan Fontaine e Nino Martini
- Musica per signora (1937), musica di Allie Wrubel, testo di Herb Magidson, eseguita da George Shelley e ripresa da Nino Martini
- Old Folks at Home conosciuta come Swanee River (1851), composta da Stephen Foster, eseguita a cappella da James Donlan
- Asleep in the Deep (1897), musica di Henry W. Petrie, testo di Arthur J. Lamb, eseguita a cappella da Russ Powell
- I Want the World to Know (1937), musica di Rudolf Friml, testo di Gus Kahn, eseguita al piano da Joan Fontaine, ripresa due volte da Nino Martini
- Overture dell'opera Tannhäuser (1845), di Richard Wagner
- Scherzo (1843), tratto dall'opera Sogno di una notte di mezza estate di Felix Mendelssohn Bartholdy

## Distribuzione
Distribuito negli Stati Uniti l'8 ottobre 1937 dalla RKO, il film ebbe un passivo di 375.000 dollari a causa dell'aumento dei costi di produzione. In Italia  venne distribuito dalla Generalcine nel giugno 1938.

## Critica
Il dizionario Mereghetti assegna due stellette:
(Paolo Mereghetti, p. 4308)